# Sophie Duinker-Molendijk
Sophie (Sophia Berta) Duinker-Molendijk (Enschede, 3 mei 1931 – Amsterdam, 13 februari 2014) was een Nederlands internationaal hockeyscheidsrechter.
Sophie Molendijk werd in Enschede lid van de hockeyvereniging DKS (De Kromme Stok) en onderscheidde zich als scheidsrechter zowel op nationaal als internationaal niveau. Zij floot in totaal 52 internationale ontmoetingen, waaronder de Olympische Spelen en wereldkampioenschaptoernooien.
Omdat de Nederlandse hockeyploeg (vrouwen) gedurende de scheidsrechterperiode van Sophie Molendijk-Duinker dominant was en de arbiters bij de grote toernooien niet dezelfde nationaliteit als de spelers in de wedstrijd mochten hebben, werd het aantal finales voor Sophie Molendijk-Duinker dat ze mocht fluiten beperkt.

## Olympische Spelen 1980 Moskou
Ondanks de boycot door de Nederlandse atleten ivm de Russische inval in Afghanistan , werden de Nederlandse officials wel uitgezonden naar de Olympische Spelen 1980 in Moskou. Behalve Sophie Molendijk-Duinker was ook haar DKS clubgenoot Gerrit Hagels actief als hockey-scheidsrechter op dit toernooi. Dit was de eerste keer dat vrouwenhockey op de Olympische Spelen werd gespeeld. Het hoogtepunt in haar carrière was het fluiten van de beslissende wedstrijd op de Spelen tussen de Zimbabwe en Oostenrijk. Door winst in deze wedstrijd won Zimbabwe Olympisch goud.

## Wereldkampioenschappen
Sophie Molendijk-Duinker floot bij de 1974 Women's Hockey World Cup in Frankrijk de halve finale en de strijd om de derde plaats, maar niet de finale omdat de Nederlandse vrouwen hierin speelden. Nadat ze als arbiter was gestopt, was ze nog toernooi-official.
Sophie Molendijk was getrouwd met Piet Duinker, lid van Verdienste en voormalig directeur bij de Nederlandse Hockeybond en daarna ook official voor de International Hockey Federation.